# Sean Gunn (nadador)
Sean Gunn (Harare, 23 de diciembre de 1993) es un nadador de Zimbabwe.

## Carrera deportiva
Sean Gunn ganó la medalla de bronce en el relevo combinado mixto 4 x 100 metros con Kirsty Coventry, Tarryn Rennie y James Lawson, en los Juegos Panafricanos de Brazzaville en 2015; también fue quinto en las finales de 50 y 100 metros libres y 4 x 100 metros libres y octavo en la final de 200 metros libres.
Compitió en los Juegos Olímpicos de Verano de 2016 en Río de Janeiro, dondeno pasó de las eliminatorias de los 100 metros estilo libre, aunque rompió el récord de Zimbabwe para esta distancia en 50s 87.

## Vida personal
En marzo de 2024, salió del armario como hombre gay en la revista Out Sport.